# Mirax minuta
Mirax minuta är en stekelart som beskrevs av William Harris Ashmead 1893. Mirax minuta ingår i släktet Mirax och familjen bracksteklar. Inga underarter finns listade i Catalogue of Life.